# 메탈루르크 베카바드 스타디움
메탈루르크 스타디움(우즈베크어: Metallurg stadioni)은 우즈베키스탄의 타슈켄트주에 위치한 경기장으로, 메탈루르크 베카바드의 홈구장이다. 15,000명을 수용할 수 있다.